# Réseau express régional d’Île-de-France

Schemat sieci RER

Réseau express régional d’Île-de-France, RER (z fr. Szybka Sieć Regionalna Île-de-France) – regionalna sieć kolejowa wokół aglomeracji paryskiej.

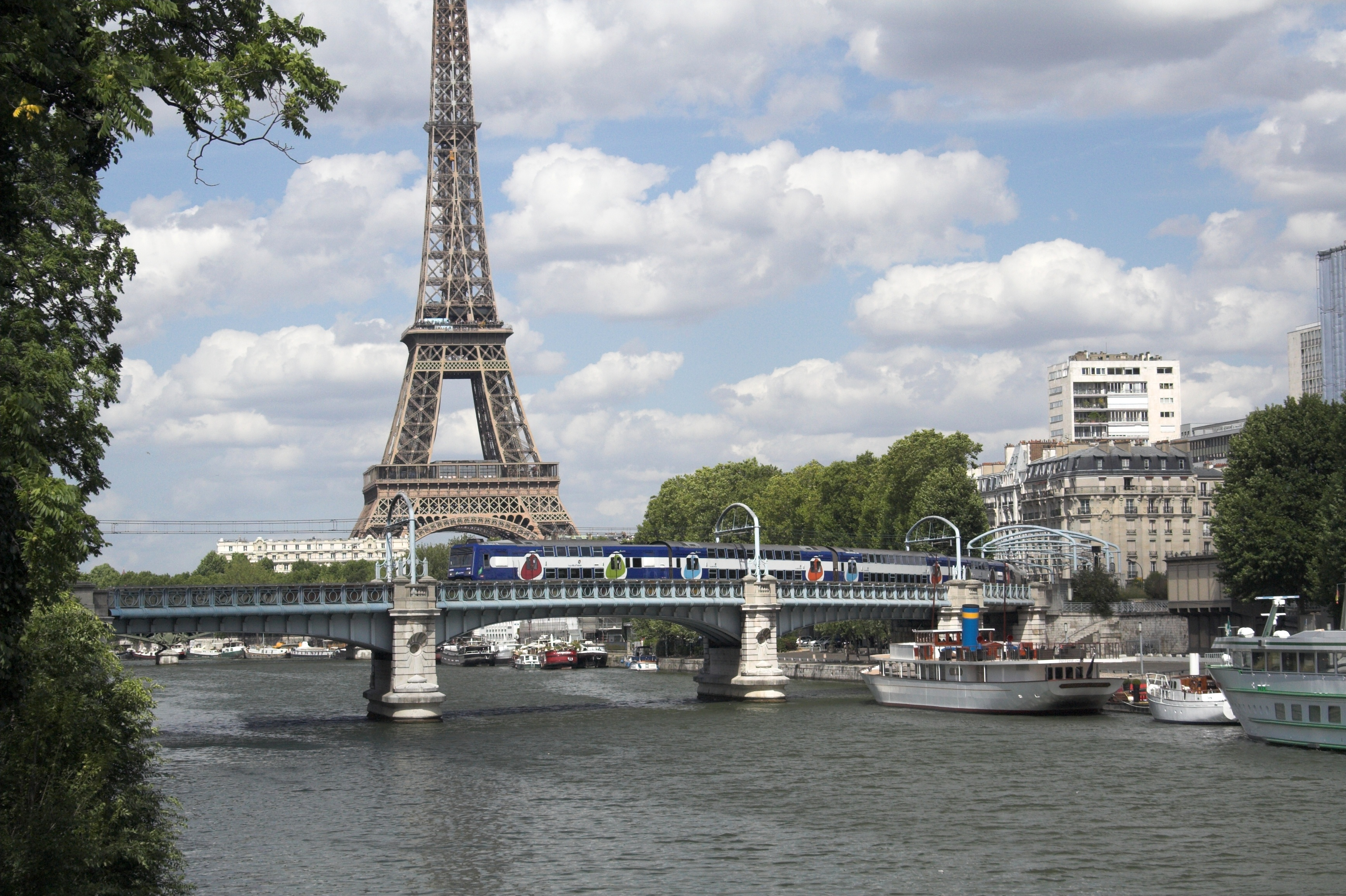
Skład na linii C przejeżdża przez Sekwanę mostem Pont Rouelle

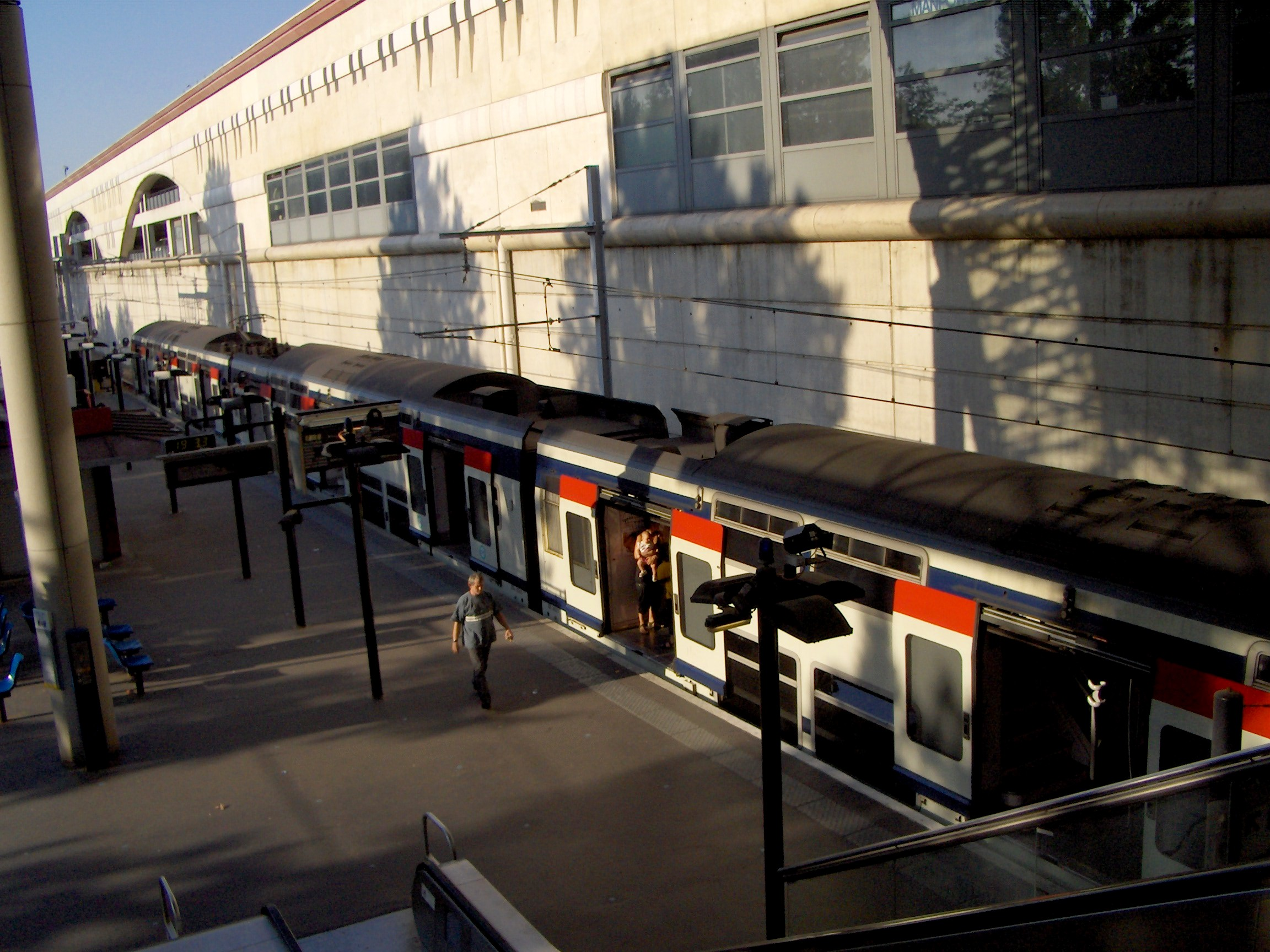
Skład kolei RER linii A4 na stacji Marne la Vallée

RER wokół paryskiego regionu Île de France jest systemem kolejowym spełniającym zarówno rolę szybkiej kolei miejskiej jak też kolei regionalnej. W tak dużym organizmie miejskim granice zacierają się. W tym celu rozwinięto niezależną od metra sieć tuneli o skrajni kolejowej, z górną siecią trakcyjną. Dzięki temu pociągi mogą pokonywać obszar miejski, w którym niemożliwe, ze względów urbanistycznych (cenna struktura historyczna) było wykonanie tras inną metodą. Z tych też względów bywa nazywany dużym metrem, w odróżnieniu od starej sieci metra zasilanej z trzeciej szyny o mniejszej skrajni. Pociągi RATP poruszają się po torach miejskich RATP i torach kolei głównej SNCF.
Zaczątkiem sieci była zelektryfikowana linia do miasta Sceaux, którą przedłużono pod miastem tworząc linię B. Powstała wtedy centralna stacja Châtelet-Les Halles. Zasadnicza struktura RER została zbudowana w latach 1962–1977, jako zakrojona na szeroką skalę inwestycja komunikacyjna, która charakteryzuje się obszernymi, położonymi na dużej głębokości stacjami.
Sieć RER jest dalej rozwijana - nowa linia E została uruchomiona w 1999 r. (przeprowadzono ją 30 m poniżej ziemi, wydrążono dla niej najgłębszy tunel pod Paryżem). W 2006 r. sieć RER składała się z 5 linii: A, B, C, D i E. Linie te mają warianty zakończeń oznaczane literami i cyframi, np. B2.
RER ma 246 stacji, a długość linii wynosi 571 km (stan na 2006). Blisko 60 km tras biegnie pod ziemią (głównie część centralna sieci). Na terenie miasta Paryża znajdują się 33 stacje.